# Eccellenza Toscana 1993-1994
Il campionato italiano di calcio di Eccellenza regionale 1993-1994 è stato il terzo organizzato in Italia. Rappresenta il sesto livello del calcio italiano.
Questo è il campionato regionale della regione Toscana.

## Girone A

### Squadre partecipanti
| Squadra               | Città                          |
| --------------------- | ------------------------------ |
| U.S. Bozzano          | Massarosa (LU)                 |
| A.S. Calzaturieri     | Santa Maria a Monte (PI)       |
| Pol. Cascina          | Cascina (PI)                   |
| S.S. Castelfiorentino | Castelfiorentino (FI)          |
| U.S. Castelnuovo      | Castelnuovo di Garfagnana (LU) |
| U.S. Forcoli          | Forcoli (PI)                   |
| U.S. Forte dei Marmi  | Forte dei Marmi (LU)           |
| U.S. Larcianese       | Larciano (PT)                  |
| U.S. Perignano        | Lari (Italia) (PI)             |
| U.S. Piombino         | Piombino (LI)                  |
| U.S. Ponte Buggianese | Ponte Buggianese (PT)          |
| A.C. Quarrata Olimpia | Quarrata (PT)                  |
| U.S. Querceta         | Pietrasanta (LU)               |
| A.C. Torrelaghese     | Torre del Lago Puccini (LU)    |
| G.S. Tuttocalzatura   | Castelfranco di Sotto (PI)     |
| A.S. Venturina        | Venturina (LI)                 |

### Classifica finale
|  | Pos. | Squadra          | Pt | G  | V  | N  | P  | GF | GS | DR  |
|  | ---- | ---------------- | -- | -- | -- | -- | -- | -- | -- | --- |
|  | 1.   | Torrelaghese     | 39 | 30 | 13 | 13 | 4  | 39 | 21 | +18 |
|  | 2.   | Calzaturieri     | 37 | 30 | 13 | 11 | 6  | 31 | 17 | +14 |
|  | 3.   | Perignano        | 36 | 30 | 12 | 12 | 6  | 29 | 20 | +9  |
|  | 4.   | Larcianese       | 36 | 30 | 13 | 10 | 7  | 27 | 19 | +8  |
|  | 5.   | Bozzano          | 34 | 30 | 12 | 10 | 8  | 30 | 24 | +6  |
|  | 6.   | Castelnuovo      | 34 | 30 | 12 | 10 | 8  | 28 | 24 | +4  |
|  | 7.   | Forcoli          | 32 | 30 | 10 | 12 | 8  | 37 | 30 | +7  |
|  | 8.   | Tuttocalzatura   | 32 | 30 | 10 | 12 | 8  | 25 | 22 | +3  |
|  | 9.   | Piombino         | 29 | 30 | 7  | 15 | 8  | 30 | 32 | -2  |
|  | 10.  | Cascina          | 27 | 30 | 8  | 11 | 11 | 31 | 38 | -7  |
|  | 11.  | Castelfiorentino | 27 | 30 | 7  | 13 | 10 | 22 | 29 | -7  |
|  | 12.  | Forte dei Marmi  | 27 | 30 | 6  | 15 | 9  | 21 | 30 | -9  |
|  | 13.  | Quarrata Olimpia | 25 | 30 | 4  | 17 | 9  | 23 | 28 | -5  |
|  | 14.  | Querceta         | 23 | 30 | 6  | 11 | 13 | 25 | 38 | -13 |
|  | 15.  | Venturina        | 22 | 30 | 7  | 8  | 15 | 23 | 33 | -10 |
|  | 16.  | Ponte Buggianese | 20 | 30 | 6  | 8  | 16 | 28 | 44 | -16 |

Calzaturieri perde spareggio con l'Osimana

## Girone B

### Squadre partecipanti
| Squadra                   | Città                           |
| ------------------------- | ------------------------------- |
| U.S. Antella              | Bagno a Ripoli (FI)             |
| A.S. Barberino Mugello    | Barberino di Mugello (FI)       |
| U.P. Bibbienese           | Bibbiena (AR)                   |
| A.S. Casteldelpiano       | Castel del Piano (GR)           |
| U.S. Cortona Camucia      | Cortona (AR)                    |
| Pol. Firenze Ovest        | Firenze (FI)                    |
| A.C. Foiano               | Foiano della Chiana (AR)        |
| A.S. Fortis Juventus 1909 | Borgo San Lorenzo (FI)          |
| U.S. Grassina             | Grassina (FI)                   |
| A.S. Impruneta Tavarnuzze | Impruneta Tavarnuzze (FI)       |
| U.S. Levane               | Montevarchi (AR)                |
| Pol.Nuova Società Chiusi  | Chiusi (SI)                     |
| A.C. Poppi                | Poppi (AR)                      |
| U.S. Sangimignanese       | San Gimignano (SI)              |
| G.S. Staggia              | Staggia Senese (SI)             |
| U.S. Tegoleto             | Civitella in Val di Chiana (AR) |

### Classifica finale
|  | Pos. | Squadra              | Pt | G  | V  | N  | P  | GF | GS | DR  |
|  | ---- | -------------------- | -- | -- | -- | -- | -- | -- | -- | --- |
|  | 1.   | Impruneta Tavarnuzze | 43 | 30 | 15 | 13 | 2  | 41 | 19 | +22 |
|  | 2.   | Nuova Società Chiusi | 38 | 30 | 13 | 12 | 5  | 41 | 21 | +20 |
|  | 3.   | Grassina             | 38 | 30 | 13 | 12 | 5  | 23 | 15 | +8  |
|  | 4.   | Barberino Mugello    | 36 | 30 | 10 | 16 | 4  | 27 | 16 | +11 |
|  | 5.   | Antella              | 35 | 30 | 9  | 17 | 4  | 30 | 23 | +7  |
|  | 6.   | Fortis Juventus      | 32 | 30 | 8  | 16 | 6  | 25 | 22 | +3  |
|  | 7.   | Foiano               | 32 | 30 | 8  | 16 | 6  | 22 | 21 | +1  |
|  | 8.   | Poppi                | 29 | 30 | 7  | 15 | 8  | 28 | 27 | +1  |
|  | 9.   | Firenze Ovest        | 27 | 30 | 7  | 13 | 10 | 15 | 21 | -6  |
|  | 10.  | Levane               | 26 | 30 | 6  | 14 | 10 | 23 | 28 | -5  |
|  | 11.  | Casteldelpiano       | 26 | 30 | 5  | 16 | 9  | 21 | 27 | -6  |
|  | 12.  | San Gimignanese      | 25 | 30 | 3  | 19 | 8  | 18 | 30 | -12 |
|  | 13.  | Tegoleto             | 24 | 30 | 6  | 12 | 12 | 24 | 32 | -8  |
|  | 14.  | Cortona Camucia      | 24 | 30 | 4  | 16 | 10 | 21 | 37 | -16 |
|  | 15.  | Bibbienese           | 23 | 30 | 7  | 9  | 14 | 14 | 32 | -18 |
|  | 16.  | Staggia              | 22 | 30 | 6  | 10 | 14 | 30 | 32 | -2  |

### Spareggi

#### Spareggio salvezza
| Squadra 1 | Risultato | Squadra 2 |
| --------- | --------- | --------- |
| Tegoleto  | ? - ?     | Cortona   |

| ??? 1994 | Tegoleto | ? – ? | Cortona |  |

- Cortona perde spareggio con il Tegoleto